# Alexander (månkrater)
För andra betydelser, se Alexander (olika betydelser).
Alexander är en formation som liknar en nedslagskrater. Den ligger på den ojämna ytan norr om Mare Serenitatis. Kratern ligger till syd-sydväst om den framträdande kratern Eudoxus och till öst-nordöst om kratern Calippus. Den är uppkallad efter Alexander den store
Alexanderformationen har blivit mycket nedsliten och förvrängd under tidens gång att den nu påminner mer om en låglandsregion omgärdat av ojämna bergskedjor. Kraterrandssegmenten ligger längs med den nordvästra, västra och den södra sektionen av kratern. Den östra sidan står däremot öppen gentemot den omgivande ytan. De delar av kraterväggarna som överlevt är nära rektangulära i formen, med de mest prominenta upphöjningarna i nordväst. 
Kratergolvet är jämnt och har en mörkare albedo i den västra halvan och blir gradvis ljusare och har fler nedslag mot öst. Det är inga kratrar av betydelse inom formationens omkrets. Det är dock ett flertal mindre kratrar i den ojämnare östra sektionen.

## Satellitkratrar
På månkartor är dessa objekt genom konvention identifierade genom att placera ut bokstaven på den sida av kraterns mittpunkt som är närmast kratern Alexander.
| Alexander | Latitud | Longitud | Diameter |
| --------- | ------- | -------- | -------- |
| A         | 40.7° N | 14.9° Ö  | 4 km     |
| B         | 40.3° N | 15.2° Ö  | 4 km     |
| C         | 38.5° N | 14.9° Ö  | 5 km     |
| K         | 40.5° N | 19.3° Ö  | 4 km     |